# ويلهلم هيرتز
ويلهلم هيرتز (بالألمانية: Wilhelm Hertz)‏ هو مؤرخ وكاتب أغاني وكاتب وشاعر ألماني، ولد في 24 سبتمبر 1835 في شتوتغارت في ألمانيا، وتوفي في 7 يناير 1902 في ميونخ في ألمانيا.